# こんな日だったね
「こんな日だったね」（こんなひだったね）は、1999年10月21日に発売された小田和正通算18作目のシングル。発売元はBMGファンハウス。

## 解説

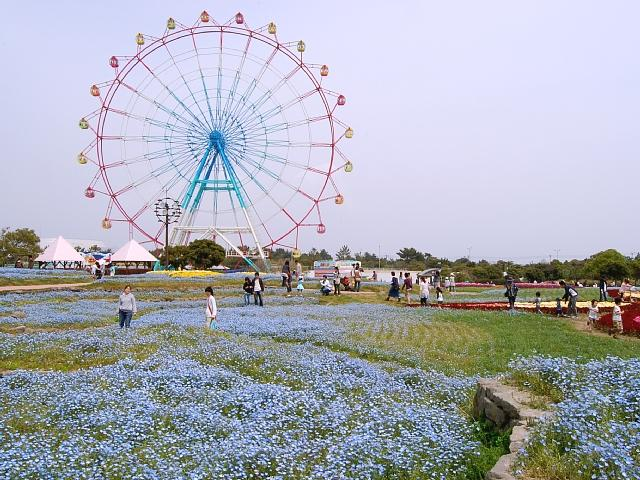
「こんな日だったね」のジャケット撮影が行われた海の中道海浜公園（福岡県福岡市東区）

日産エルグランドのCMソング。アルバム『個人主義』に収録された。この曲にはベーシストのネイザン・イーストがコーラスに参加している。
ジャケット写真は、1998年9月に海の中道海浜公園で行われたスターダスト・レビューとのジョイントライブの開演前に撮影されたもの。
このシングルからBMGファンハウスでのリリースとなる（BMG JAPANがファンハウスを吸収合併したため）。

## 収録曲
1. こんな日だったね  –  (4:35)[1]
作詞・作曲・編曲：小田和正
2. あなたのすべて  –  (3:49)[1]
  - 作詞・作曲・編曲：小田和正
  - 1978年に発表されたオフコースの楽曲のセルフカヴァー。